# Leyland Motors

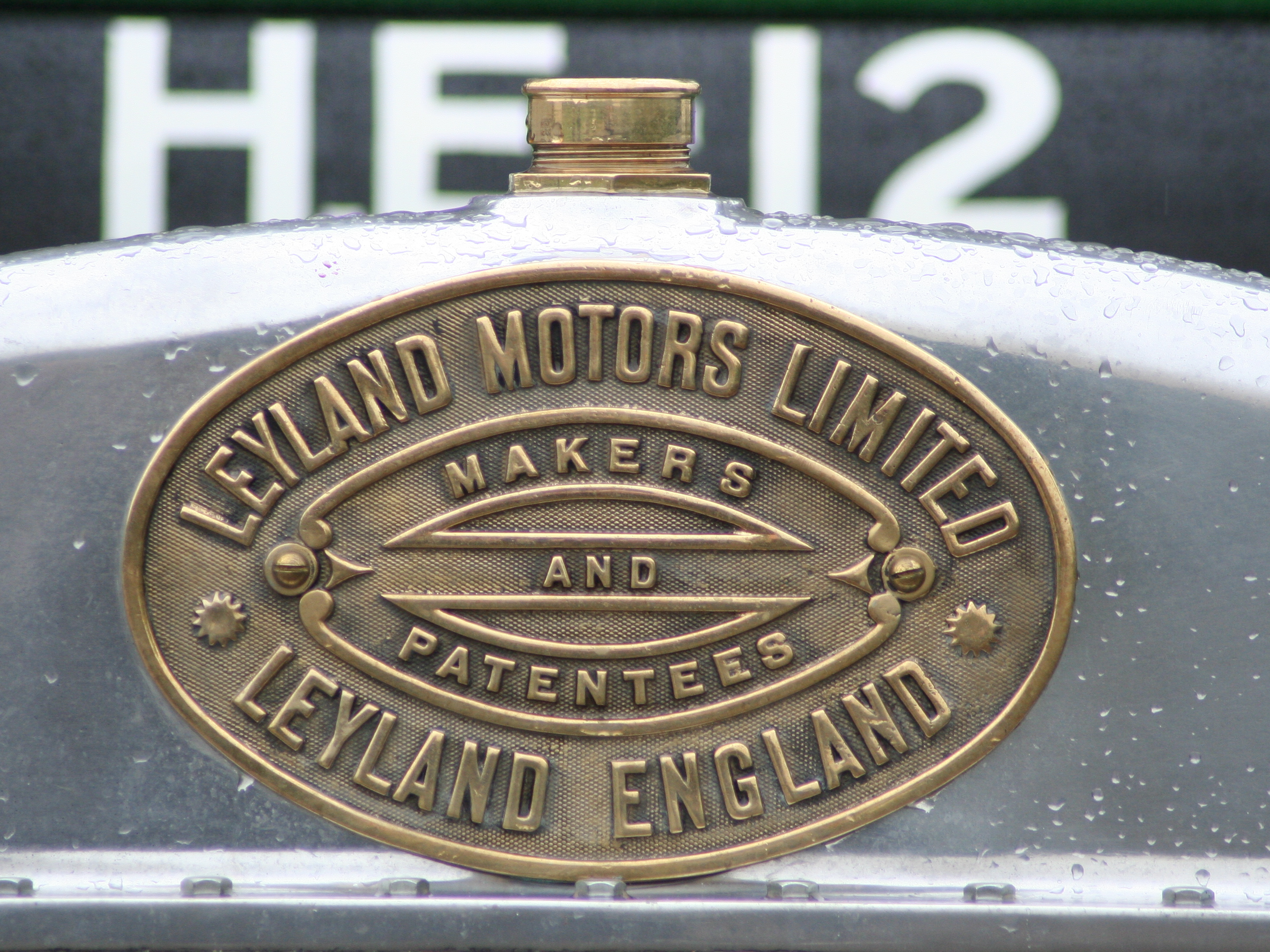
Targhetta del costruttore

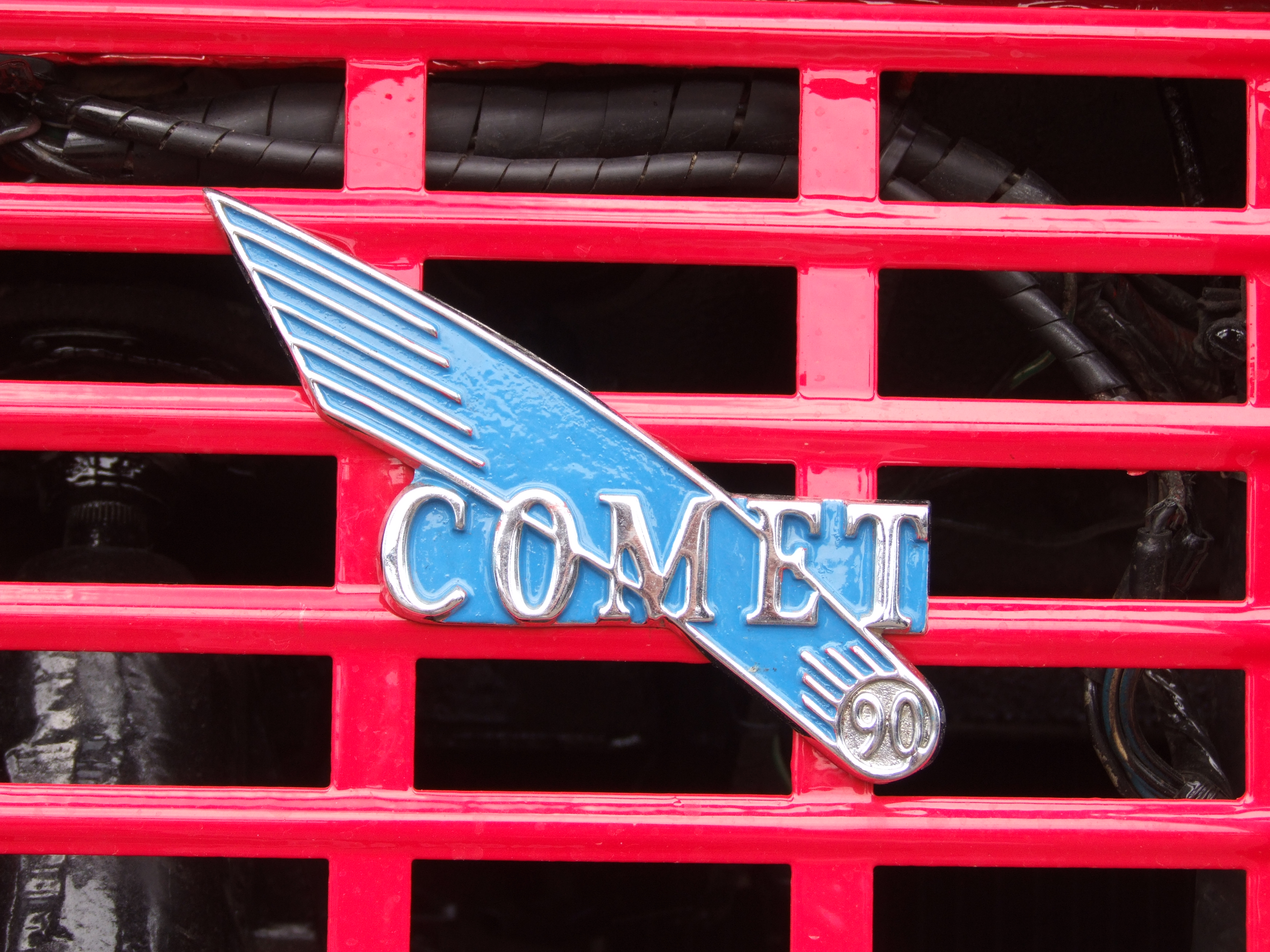
Logo del 1954 del Comet 90

Leyland Motors Limited fu un costruttore britannico di autocarri, bus e Filobus. La società avviò una diversificazione con le acquisizioni di Triumph e Rover nel 1960 e nel 1967. Nacque così la British Leyland Motor Corporation, all'interno della British Motor Holdings nel 1968, e poi British Leyland dopo la nazionalizzazione. British Leyland cambiò poi nome in BL, all'interno del Rover Group nel 1986.
I vari marchi nel tempo si fusero o cessarono di esistere durante la vita della BL, come i marchi MINI e Jaguar Land Rover. La Leyland Trucks continuò ad esistere come sussidiaria della PACCAR.

## Storia

### Inizi

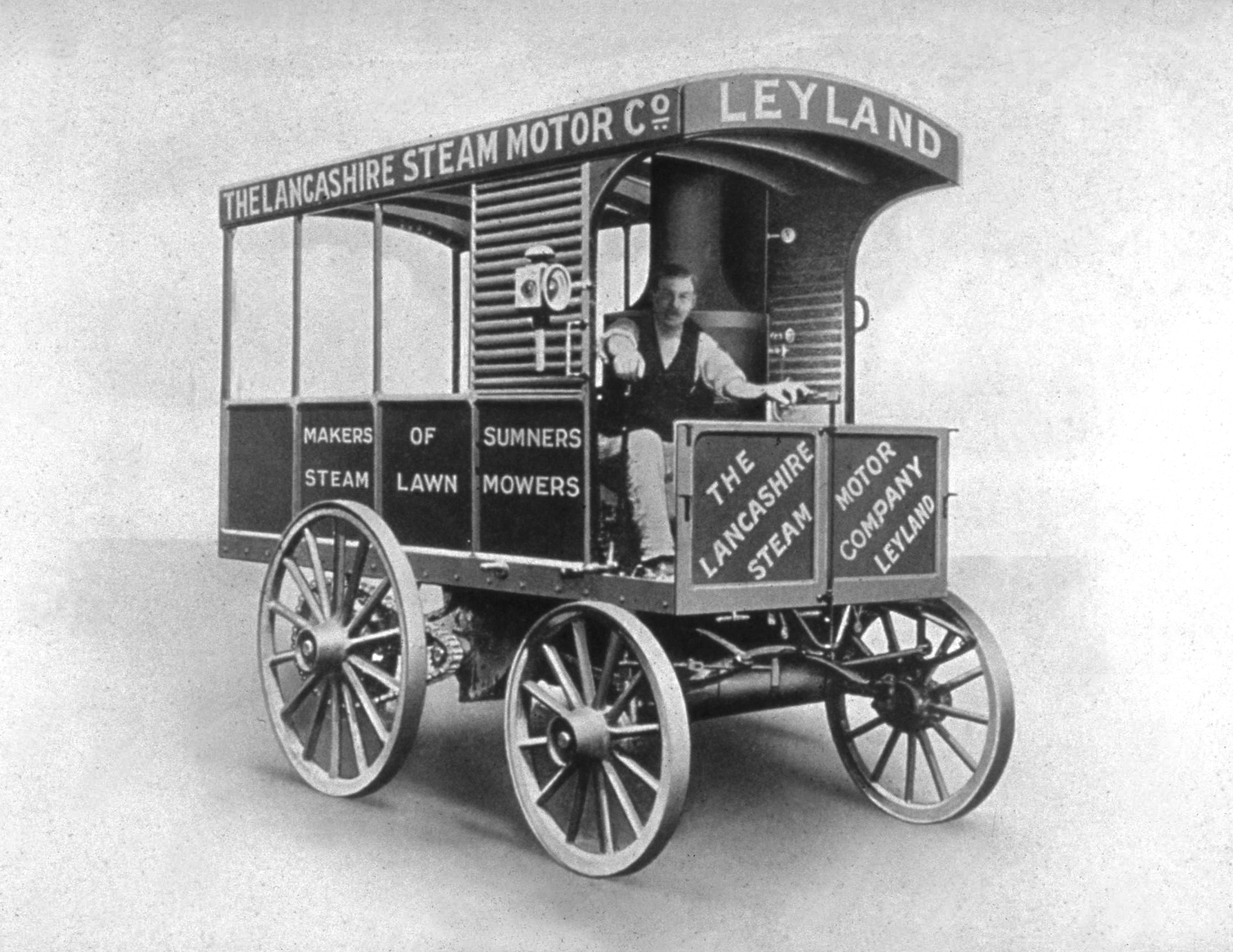
L'originale Leyland van a vapore

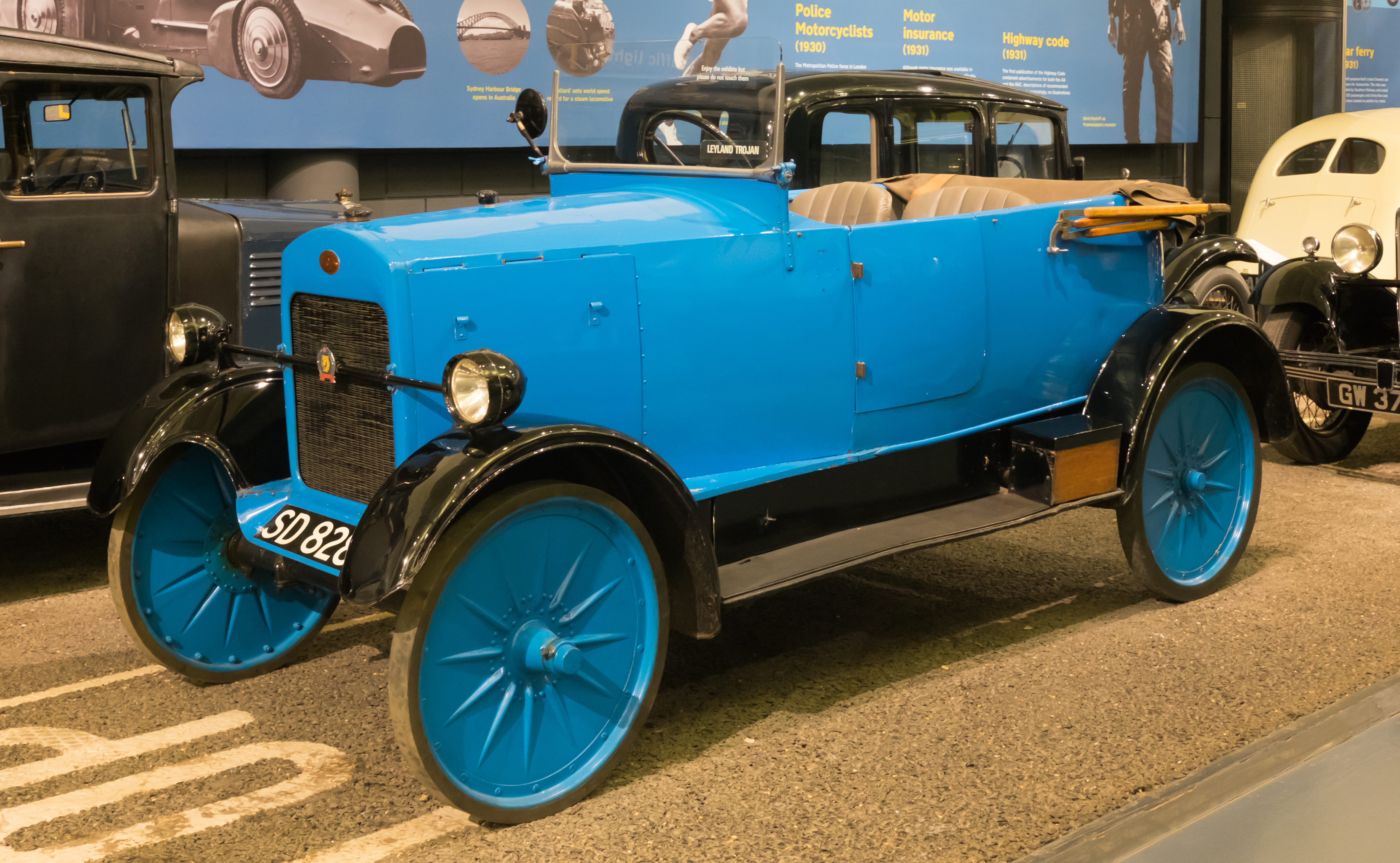
Del 1924 la Leyland Trojan tourer

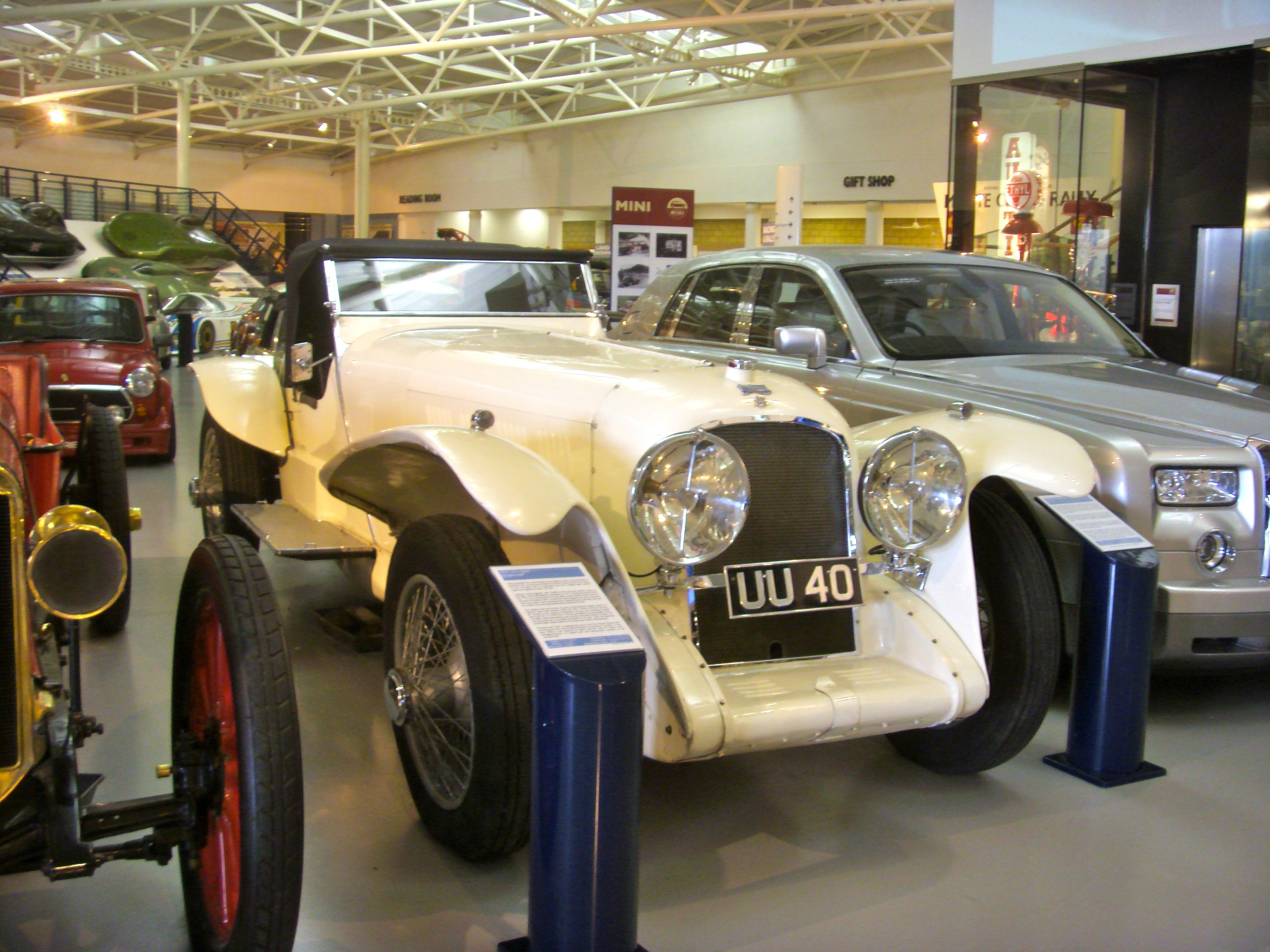
Del 1927 Leyland Eight, con carrozzeria sportiva

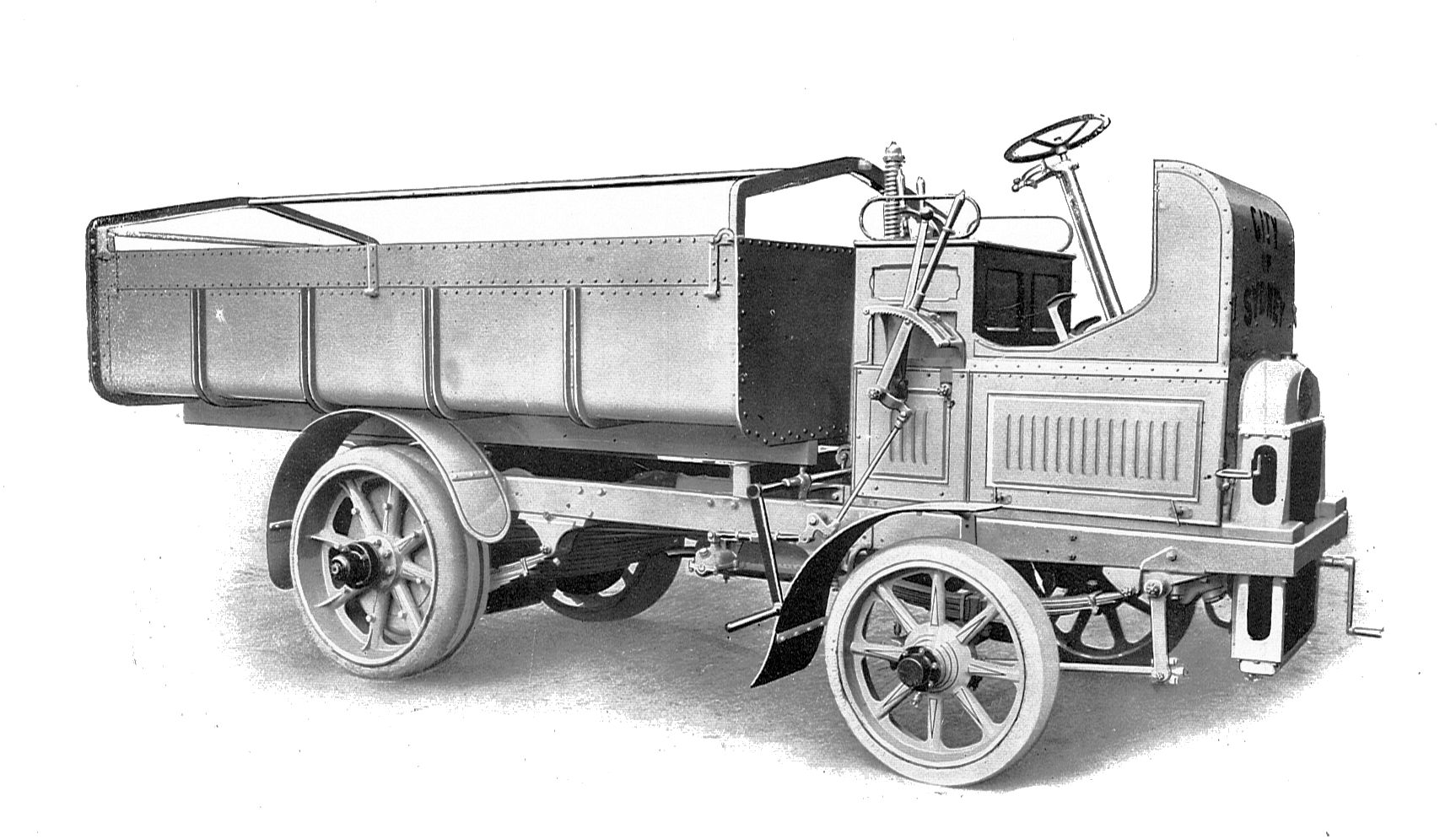
Leyland wagon a benzina

Leyland Motors ebbe lunga storia dalla nascita nel 1896, quando le famiglie Sumner e Spurrier fondarono la Lancashire Steam Motor Company nella città di Leyland nel North West England. I primi prodotti furono tosaerba. Il primo veicolo fu con un motore a vapore trasporto merci da 1,5 tonnellate. Seguirono altri tipi di autocarri a vapore con boiler verticali. Nel 1905 iniziarono a costruire carri con motori a benzina. La Lancashire Steam Motor Company venne rinominata Leyland Motors nel 1907 quando acquisirono la Coulthards di Preston, nata nel 1897. Costruirono poi una seconda fabbrica a Chorley dove rimane la sede della LEX leasing and parts.
Nel 1920, Leyland Motors produce la Leyland 8 automobile luxury touring, sviluppata poi per J.G. Parry-Thomas di Brooklands. Parry-Thomas fu ucciso in un incidente durante un tentativo di record di velocità terrestre. Voci dissero di una manomissione a una catena ma alla fine del XX secolo il veicolo fu analizzato e non risultarono manomissioni. Produssero anche la Trojan Utility Car a Kingston upon Thames presso Ham (Londra) dal 1922 al 1928.
Tre generazioni di Spurrier diressero la Leyland Motors fino al ritiro di Sir Henry Spurrier nel 1964. Sir Henry entrò al posto del padre nel 1942 e diresse la società durante il dopoguerra. Gli Spurrier gestirono la società con buone relazioni sindacali durante tutti gli oltre 70 anni di esistenza del gruppo.

### Seconda guerra mondiale
Durante la guerra, Leyland Motors servì la nazione per la produzione armiera. Leyland costruì il Cromwell dal 1943 così come autocarri medi e pesanti come il Leyland Hippo e Retriever.
Dopo la guerra, Leyland Motors continuò a costruire il Centurion.

### Dopoguerra

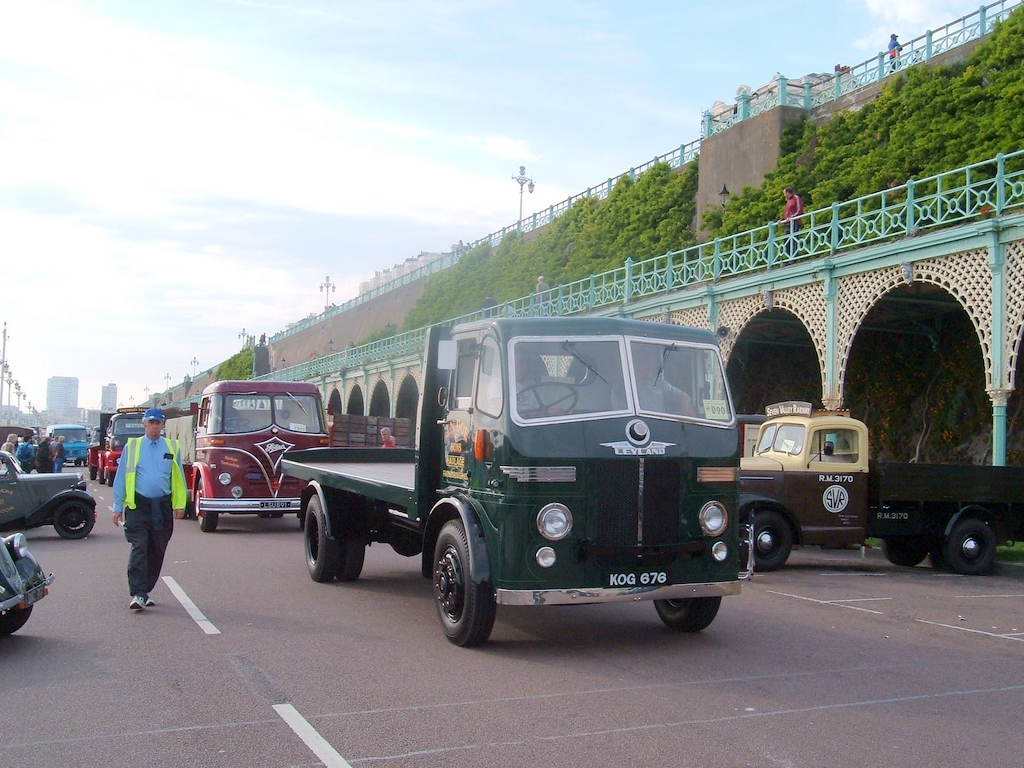
1948 Leyland Beaver flatbed

Nel 1946, AEC e Leyland Motors formarono la British United Traction Ltd.
Nel 1955, la costruzione di autocarri su licenza Leyland Motors iniziò a Madras, India alla nuova fabbrica Ashok. Il marchio divenne Ashok Leyland.
Leyland Motors acquisì altre società:
- 1951: Albion Motors
- 1953: Con la Danish Automobile Building (DAB), autobus e acquisita a maggioranza negli anni '70
- 1955: Scammell Lorries Ltd
- 1961: Standard Motor Company e Triumph Motor Company (Standard-Triumph International Limited)[2]

### Holding: Leyland Motor Corporation Limited

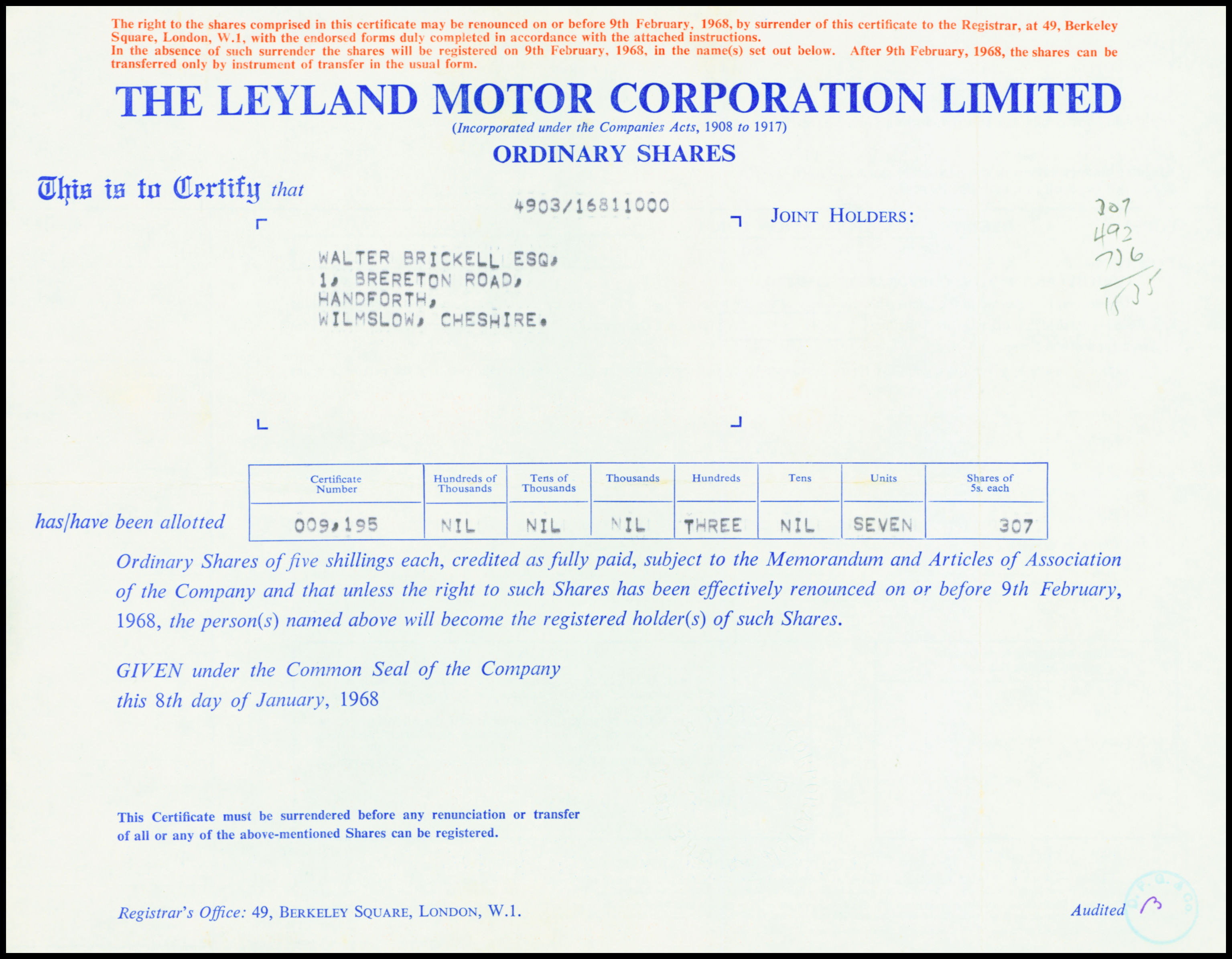
Azione Leyland Motor Corporation Ltd, del 8 gennaio 1968

- 1962: Associated Commercial Vehicles (ACV), che incorporava AEC, Thornycroft, Park Royal Vehicles e Charles H. Roe.
- 1962 un nuovo gruppo holding che incorporava Leyland Motors Limited, ACV e altre.[3]
- 1965: 25% della Bristol Commercial Vehicles e Eastern Coach Works
- 1966: Rover cars e sussidiarie, aerospazio e armoured fighting vehicle Alvis
- 1967: Aveling-Barford[4] fabbrica di rulli compressori e dumper.

Donald Stokes, già direttore vendite, divenne amministratore Leyland Motors Limited nel settembre 1962 entrato come studente Leyland. Chairman nel 1966. Nel 1968 Leyland Motor Corporation Limited si fuse con British Motor Holdings (BMH) creando British Leyland Motor Corporation (BLMC). BMH ebbe i marchi Daimler, Guy, BMC, Austin e Morris.
I motori Leyland diesel furono usati da Sisu e Vanaja per i loro autocarri negli anni '60.

### British Leyland
Il BLMC group fu difficoltoso da governare in quanto formato da svariate società simili tra loro nei prodotti. Difficoltà finanziarie portarono la società alla nazionalizzazione nel dicembre 1974.
Nel 1975, dopo il Ryder Report e la bancarotta, BLMC fu nazionalizzata come British Leyland (BL) e divisa in quattro: Leyland Truck & Bus con all'interno Land Rover Leyland Group. Le divisioni poi furono messe in Leyland Bus e Leyland Trucks nel 1981. Leyland Trucks dipendeva dalle vendite domestiche e nel Commonwealth e ex-Commonwealth. Negli anni '80 le vendite diminuirono come quelle dirette in Nigeria. Nel 1986, BL cambiò il nome in Rover Group. Le azioni Ashok Leyland furono controllate da Land Rover Leyland International Holdings, e vendute nel 1987. A quel tempo con circa 10.000 veicoli all'anno prodotti, Leyland dipendeva da motori esterni e le vendite della serie 98 declinò rapidamente. Nel 1986 la chiusura della Bedford portò Leyland a comprare assali e altri componenti GM.

### Leyland dopo la British Leyland

#### Bus
La divisione bus venne dismessa con un management buyout per creare Leyland Bus, e successivamente comprata da Volvo Buses nel 1988. Venne prodotto il primo bus Leyland Olympian, ridisegnato e rinominato Volvo Olympian.

#### Trucks
- 1987 Leyland Trucks divisione del Rover Group (già BL) si fonde con DAF Trucks.
- 1993 DAF NV diventa insolvente. Con un management buyout Leyland Trucks rinasce nuovamente. La divisione furgoni sempre con un management buyout diventa della LDV Limited.
- 1998 Leyland Trucks viene acquisita dalla PACCAR.

### Ashok Leyland

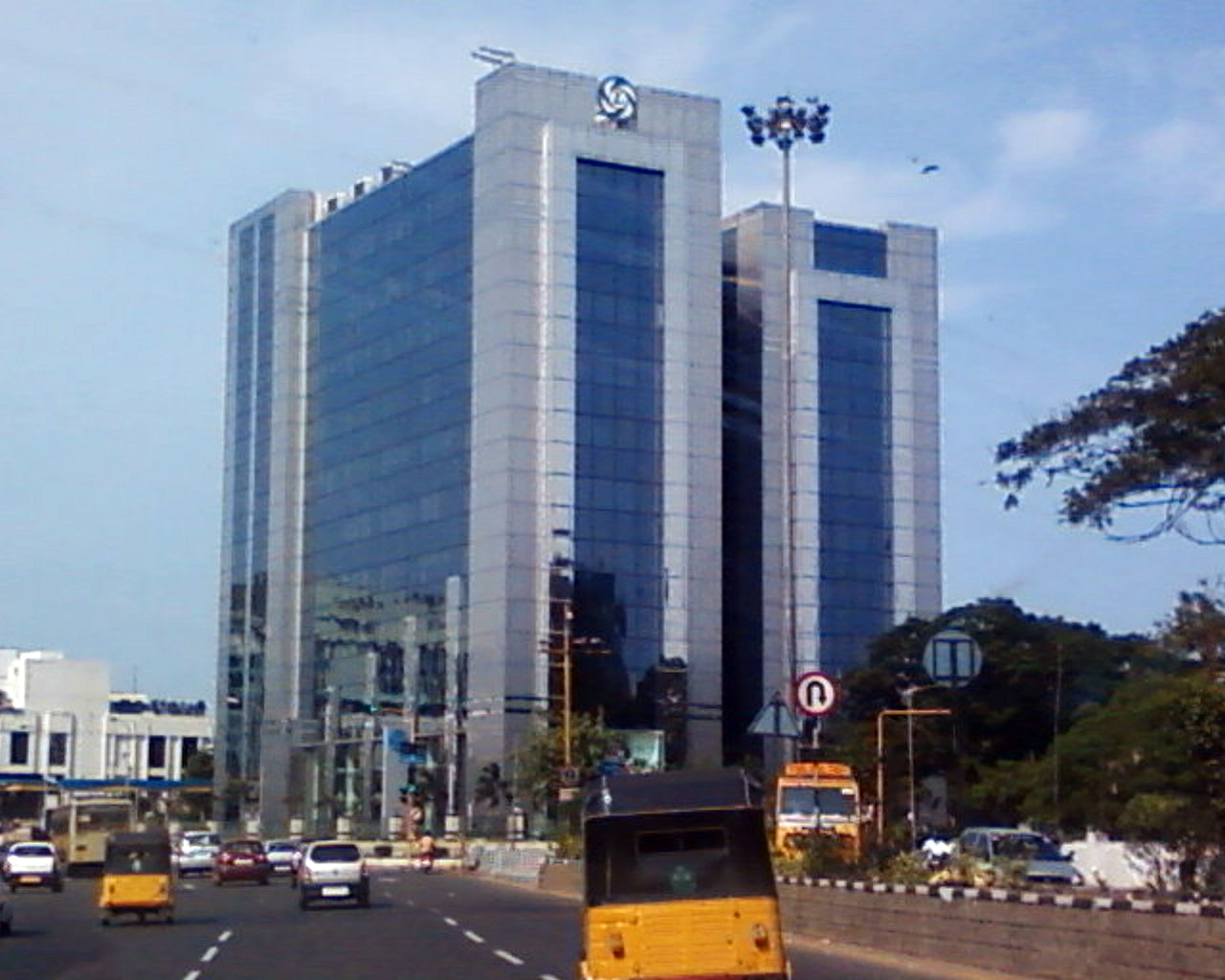
Ashok Leyland Corporate Building a Chennai, India

Il marchio Leyland continua ad esistere in Asia e Africa come Ashok Leyland. Parte del gigante Hinduja Group, Ashok Leyland fabbrica autobus, veicoli commerciali, da difesa e motori.

## Prodotti

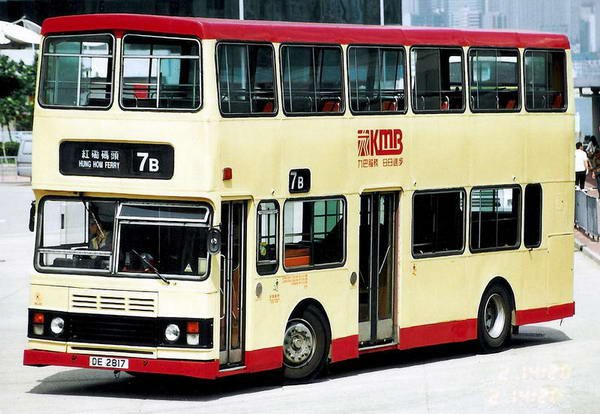
Un bus due piani Leyland Olympian a Hong Kong.

Storicamente Leyland Motors fu un costruttore di bus per il mercato britannico e mondiale. Pietre miliari come la l'uso di chassis per autobus da quelli di autocarri, con il telaio ribassato. John George Rackham ebbe esperienza alla Yellow Coach Company a Chicago prima di ritornare in Inghilterra, creando il Titan e Tiger nel 1927. Dopo il 1945, creò il Atlantean rear-engined due piani prodotto dal 1956 al 1986.

### 1920
- Q-type 4 ton
- SQ2 7 ton
- SWQ2 10ton sei ruote
- Bull
- layland

### 1930
- Beaver
- Bison
- Buffalo
- Bull
- Hippo
- Octopus 22ton otto ruote
- Steer
- Lynx
- Cub
- Badger

### 1940
- Comet
- Hippo
- Beaver

### 1950
- Martian

### 1960

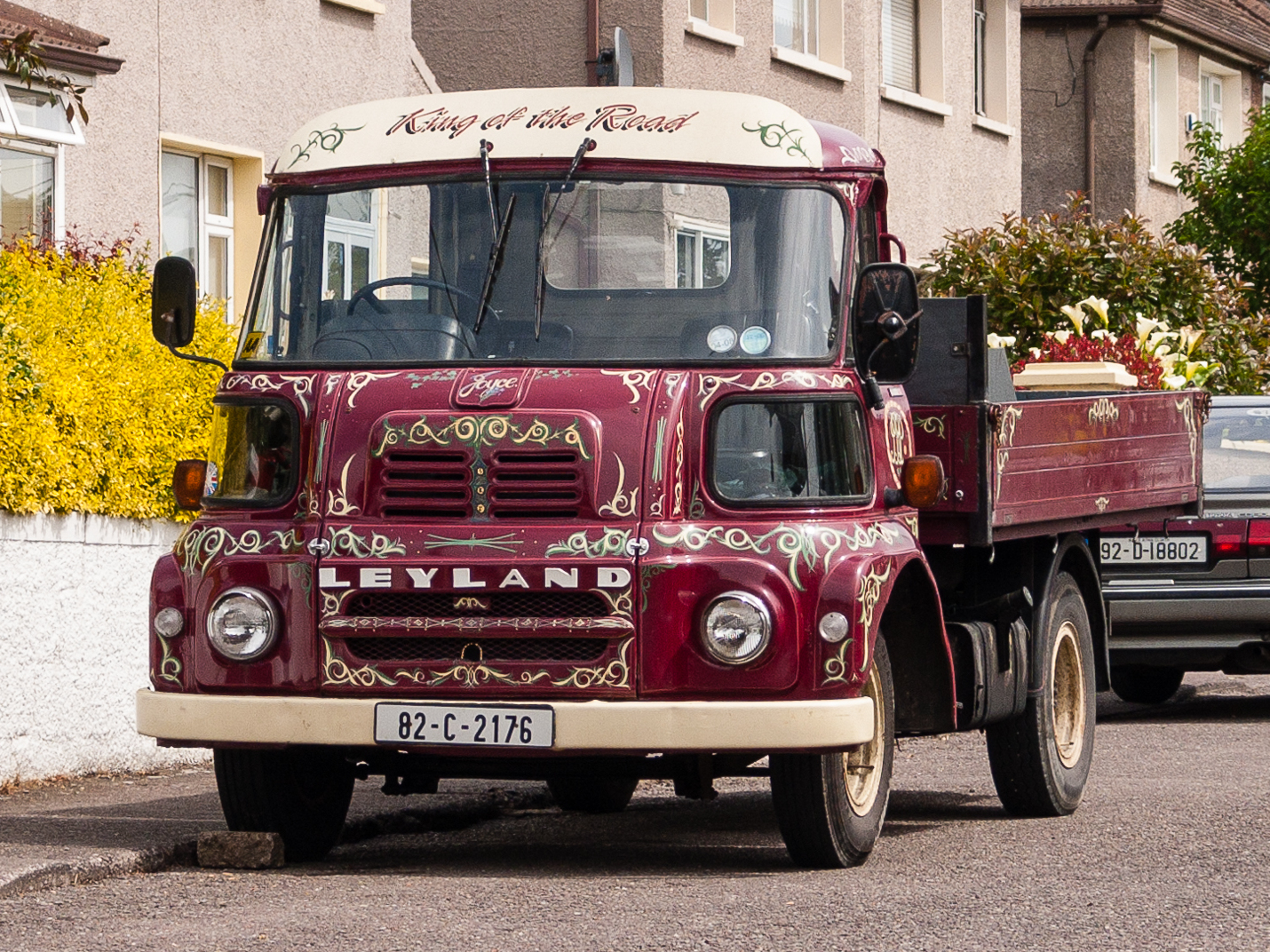
Leyland FG

- Leyland 90
- Beaver
- Comet
- Steer (1966, Ergomatic)[8]
- Gas Turbine
- FG
- Lynx

### 1970
- Terrier (G-series)
- Boxer (G-series)
- Clydesdale (G-series)
- Mastiff (G-series)
- Reiver (G-series)
- Marathon (Ergomatic)
- Bison (Ergomatic)
- Buffalo (Ergomatic)

La produzione con cabina serie G venne prodotta a Bathgate a nome Terrier, Clydesdale, e Reiver. Dopo la dismissione della cabina serie G le attrezzature furono mandate in Turchia alla BMC, sussidiaria che produceva il "BMC Yavuz" e il "Fatih" (con motore
Cummins) dal 1986 al 1996.
Leyland non ebbe sufficiente liquidità per sviluppare un nuovo prodotto, così i progettisti dovettero utilizzare componentistica "carry over". Solo il modello T45 fu un veicolo nuovo, introdotto a metà degli anni '70.

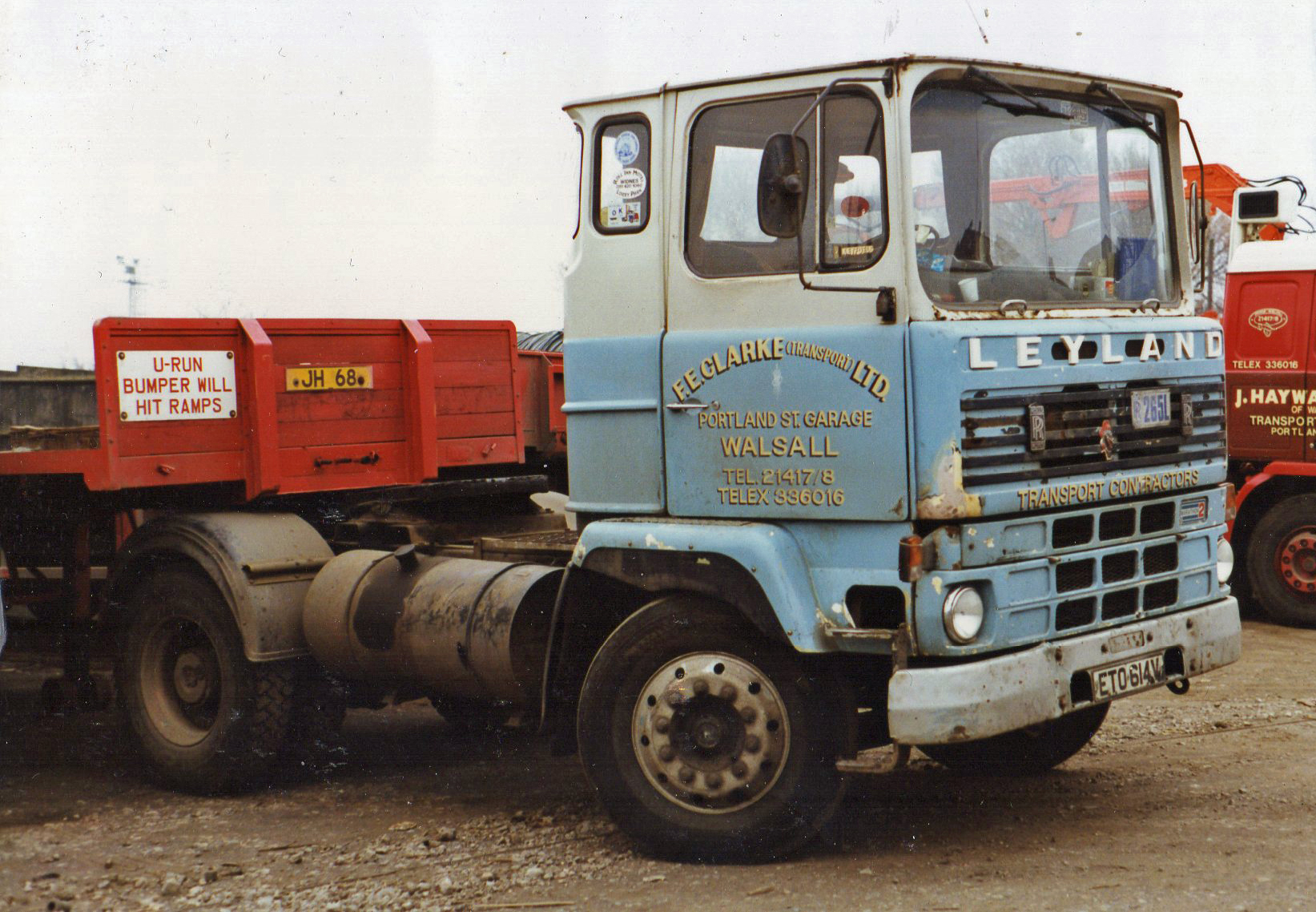
Del 1979 un Marathon 2

La cabina fu una versione rielaborata della "Ergomatic" del 1965.
Nel 1973 iniziò la produzione e nel 1977 venne lanciato il "Marathon 2". Nel 1979 cessò la produzione con l'introduzione della gamma T45 "roadtrain".

### 1980
Roadrunner
Fu il veicolo creato in risposta al Ford cargo nella gamma 7,5ton. Lanciato nel 1984, utilizzava un motore Leyland 698 in linea sei cilindri fino al 1986, poi un 5,9 litri Cummins fu introdotto. La cabina divenne poi la base per la cabina del Leyland DAF 45.
Constructor
Il Leyland Constructor fu un 6x4, tre assi con massa di 24 ton per impieghi a corto raggio.
Roadtrain

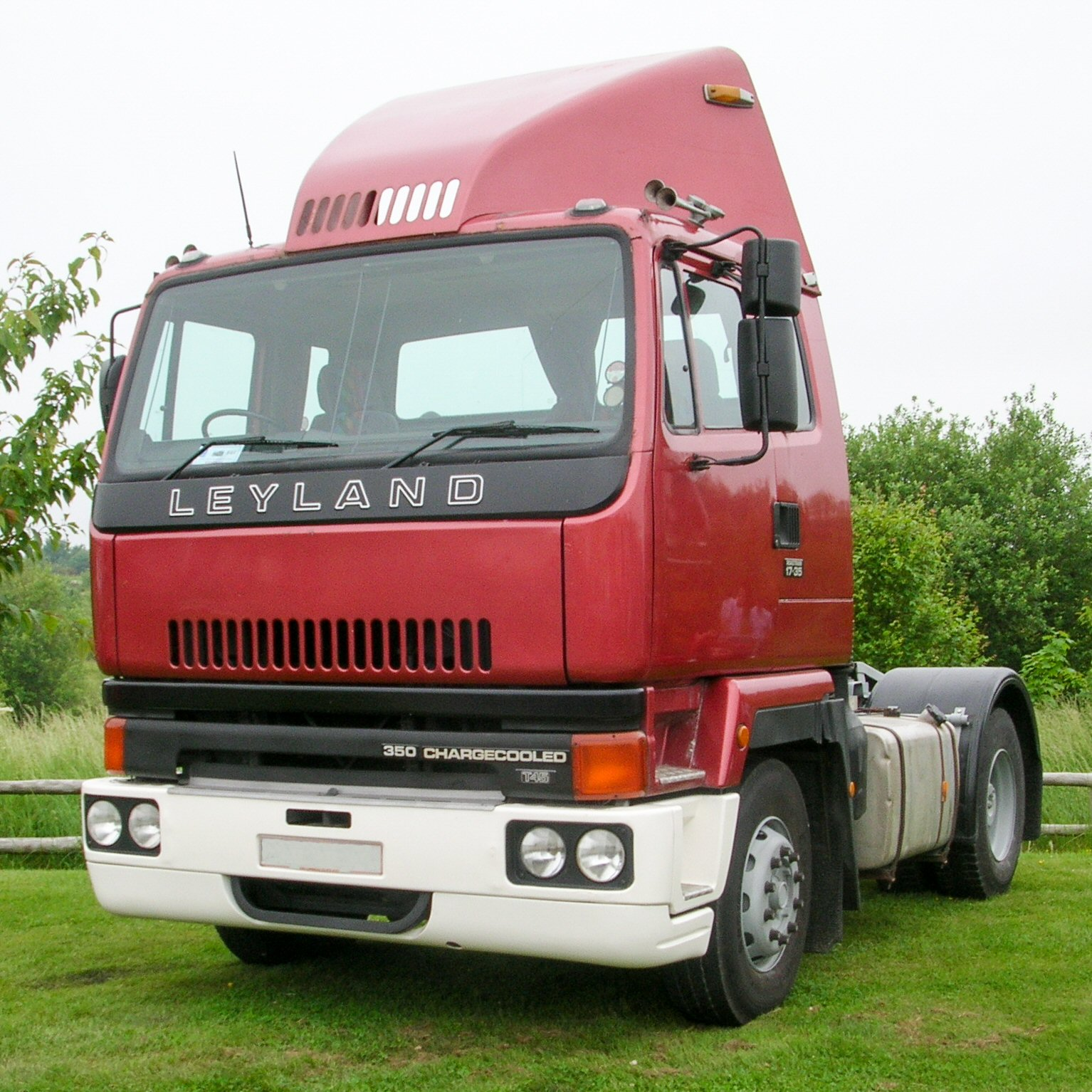
Del 1988, T45 Roadtrain trattore

Il Leyland Roadtrain fu una serie di trattori prodotti dal 1980 al 1990. La nomenclatura "T45" si riferisce alla gamma che partiva dalla leggera 7,5ton Roadrunner, Freighter (4 ruote con sospensioni meccaniche), Constructor a più assi, come l'8x Routeman, e Cruiser; fu pensato per il lungo raggio.
La cabina del T45 fu la C40 e disegnata da Leyland, BRS e Ogle Design. I motori furono AEC TL12, Rolls-Royce Eagle 265/300 e Cummins 290 L10 e 14L 350HP con trasmissioni Spicer o Eaton.
La produzione finì nel 1990 dopo che la società venne venduta alla olandese DAF. Vennero introdotti così il DAF 95, il DAF 80, con cabina Roadtrain e motore 11,6 litri (710 cu in) DAF 330 ATi con origine dal Leyland O.680. Il modello cessò di essere prodotto nel 1993 con l'introduzione del DAF 85.
L'esercito inglese utilizzò una variante 8x6 del Roadtrain come Demountable Rack Offload and Pickup System (DROPS), utilizzato fino all'introduzione del modello tedesco MAN.
Comet
Il Leyland Comet fu introdotto nel 1986, per il mercato d'esportazione.

### Diesel multiple units
- British Rail British United Traction
- Pacer (treno)
- British Rail Class 155

### Veicoli commerciali leggeri
- Leyland Sherpa

Realizzato dalla British Leyland e venduto inizialmente col marchio Leyland, storicamente noto per camion e veicoli industriali, fu l’unico commerciale leggero del gruppo inglese sviluppato e prodotto per diversi anni che sostituì i furgoni della Morris Commercial. In seguito venne venduto dalla British Leyland con i marchi Austin e Morris.